# Antonio Santin

Bischof Antonio Santin (Mitte) bei einer Ansprache (1959)

Antonio Santin (* 9. September 1895 in Rovinj, heutiges Kroatien; † 17. März 1981 in Triest) war von 1938 bis 1975 der Bischof von Triest und Capodistria.

## Leben
Antonio Santin wurde am 9. September 1895 im zur damaligen Zeit zu Österreich-Ungarn gehörenden Rovinj geboren. Am 1. Mai 1918 erhielt er die Priesterweihe.
Am 10. August 1933 wurde er zum Bischof von Rijeka ernannt. Am 16. Mai 1938 folgte die Ernennung zum Bischof von Triest und Capodistria. Als Triest im Zweiten Weltkrieg von den Nationalsozialisten besetzt wurde, legte Santin das Gelübde ab, ein Gotteshaus zu errichten, falls Triest von der Zerstörung bewahrt würde. Da die Stadt tatsächlich verschont blieb, erhielt Santin 1959 von Papst Johannes XXIII. die Einwilligung zum Bau einer Wallfahrtskirche zu Ehren der Heiligen Maria als Symbol für Friede und Einheit der Völker. Die Kirche wurde zwischen 1963 und 1965 auf dem Hügel Monte Grisa bei Triest errichtet und Santuario Nazionale a Maria Madre e Regina genannt. Santin weihte das Gotteshaus am 22. Mai 1966 ein.
Am 28. Juni 1975 trat Santin in den Ruhestand. Er starb am 17. März 1981 im Alter von 85 Jahren in Triest.